# Откровение Иоанна Богослова, 19

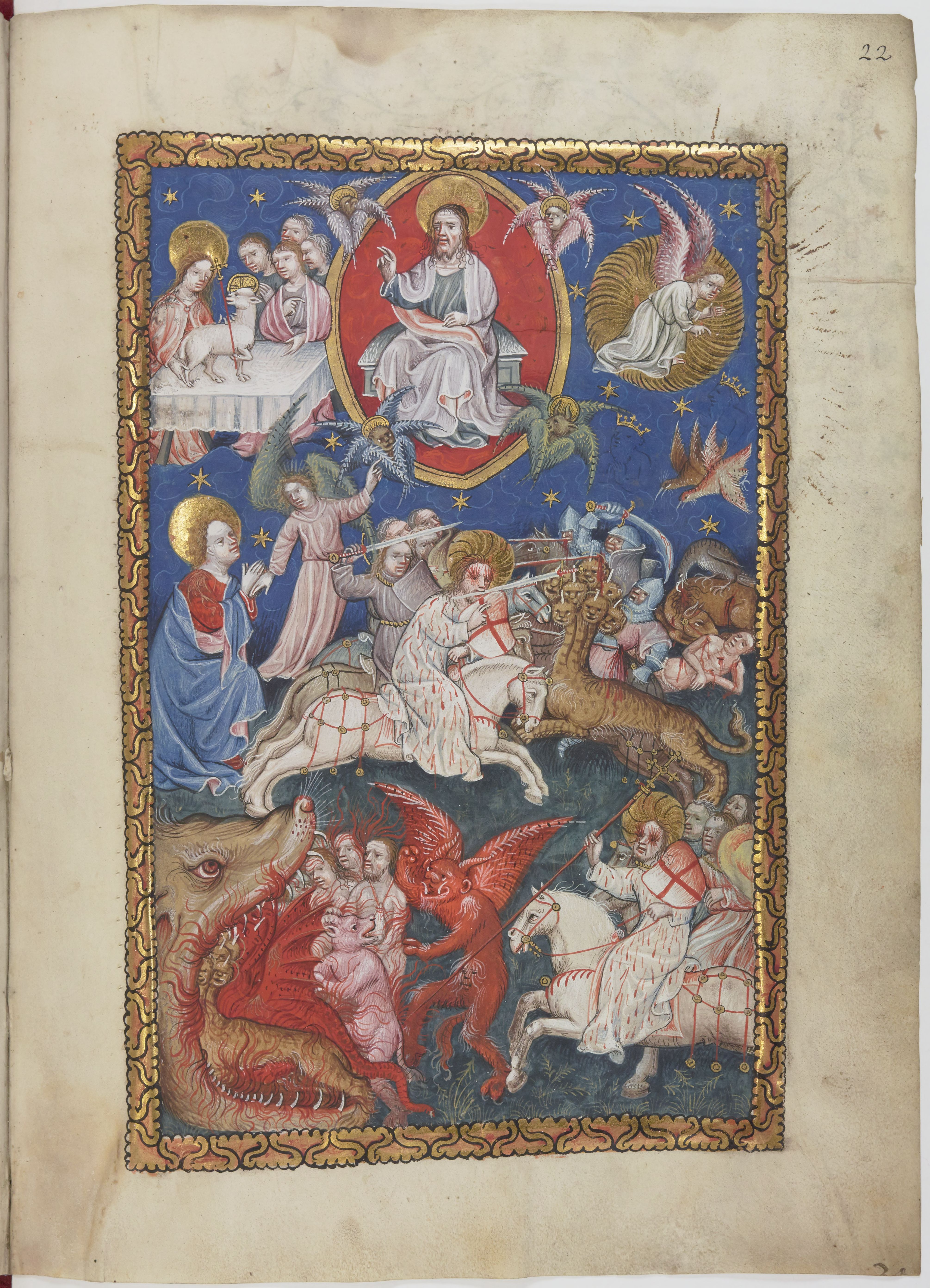

Откровение Иоанна Богослова, Глава 19 — девятнадцатая глава Книги Апокалипсиса (19:1—21), в которой происходит свадьба Агнца, а затем является Всадник на белом коне (Христос) с небесной армией, истребляющий врагов.

## Структура
- Хвала Богу за суд над Вавилоном (1-6)
  - Хвалебный гимн ангелов (1-2)
  - Хвалебный гимн природы и Церкви (3-5)
  - Хвалебный гимн искупленных (6-8)
- Брак Агнца,Торжество Мессии (7-10)
- Явление во славе (11-16)
- Поражение зверя и лжепророка (17-21)

## Содержание
Иоанн слышит на небе шум толпы, благодарящей Бога за наказание Вавилонской блудницы. 24 старца и 4 животных поклоняются Богу на престоле. Голос призывает хвалить Бога. И Иоанн слышит толпу, воздающих хвалу Богу, а также тому, что пришло время брака Агнца с женой, облеченной в виссон (тонкий лён), который символизирует праведность святых. Всего хвала звучит трижды: с неба, с земли и от искупленных. Ангел приказывает Иоанну написать, что блаженны званные на свадьбу Агнца, и запрещает Иоанну падать себе в ноги, потому что Ангел — служитель верующим в Христа, кланяться же надо Богу.
Затем Иоанн видит «отверстое небо», по которому скачет белый конь. Всадник имеет огненные глаза, а на голове — много диадим, он облечен в одежду, обагренную кровью. Его имя не знает никто, кроме него самого — это имя «Слово Божие». От уст его исходит острый меч, чтобы поражать народы, которые он пасет железным жезлом, а еще он топчет точило вина ярости Божьего. На одежде и на бедре его написано имя: «Царь царей и Господь господствующих». За всадником следуют воинства небесные, облеченные в белый виссон, на белых конях.
Иоанн видит ангела, стоящего на солнце, который зовет птиц собираться на великую вечерю Божии — пожирать трупы царей и прочих власть имущих, а также свободных и рабов, малых и великих. Затем он видит зверя, царей земных с армиями, собранными, чтобы сразиться со всадником и его войском. Небесные силы побеждают: зверь схвачен вместе с лжепророком, и оба живыми брошены в огненное озеро, горящее серой. Прочие убиты мечом от уст, и птицы пожрали их тела.

### Упомянуты
- Вавилонская блудница, Вавилон великий
- Старцы Апокалипсиса
- Четыре апокалиптические существа (тетраморф)
- Агнец Божий
- Невеста Агнца (Церковь)
- Виссон
- Сидящий на белом коне (Христос)
- Точило гнева Божьего
- Цари Апокалипсиса
- Зверь (Зверь из моря)
- Лжепророк (Зверь из земли)

## Толкование
Глава посвящена переходу от сцен катастроф к Царству Божьему, картинам грядущего человечества, преображенного мира. После гибели Вавилона в предыдущей главе показаны разверстые небеса и Церковь, которая ликует на земле и на небе. Трехкратное повторение хвалы — отражение древнейшей христианской литургии, где трижды повторялось «аллилуйя». То, что поклоняются старцы и животные — опять символизирует всю полноту верующих, всей природы. Восходящий дым — фигурирует и после гибели Содома и Гоморры, это знак возмездия, гибели грешников. Дым будет восходить вечно, «во веки веков», то есть Вавилон не поднимется из руин никогда. Это использование слов Исайи об Едоме (Ис. 34,9.10).
В 6-м стихе молитва идет уже не с неба, а с земли — это голос человечества, радующегося тому, что Бог воцарился, он окончательно победил зло, антихриста. То есть, хвалебная песнь раздается трижды: от ангелов, от природы и всех верующих (Церкви), и от искупленных.

### Брак Агнца
Невеста Агнца (невеста Христа) — это Церковь, антипод Вавилонской блудницы, лжеобщества. Как антипод роскошно разодетой блудницы, она одета лишь в чистый виссон, белую ткань употреблявшуюся для облачений священства и проч., без аляповатой пышности. Тема свадьбы — из евангельских слов Христа о тех, кого позовут на брачную вечерю, которая вообще — ветхозаветный символ мессианского пира, где Спаситель будет находиться среди людей за одним столом. Брак Агнца с невестой символизирует окончательное единение Христа с Церковью. Этот образ восходит к Ветхому Завету, пророки часто изображали Израиль избранной невестой Бога. В Евангелиях также часто встречается символика брака.
Ангел запрещает Иоанну преклоняться, потому что в мистических течениях того времени начал развиваться культ ангелов, которым приписывали подробные «жития». Поэтому в книге подчеркивается, что те апокрифы не правы, и ангелы — не являются существами, достойными подобными поклонения.

### Всадник на белом коне
Далее впервые после уничижения Страстей Христос представлен в образе Бога-Воителя, Воина на коне, Всадника, «обагренного кровью», Победившего Христа, Христа-Победителя. В видении Всадника запечатлено явление духовных сил Христовых, новое явление силы. Образ воинствующего Мессии — специфически иудейская картина, в ней мало с евангельским Христом, кротким и смиренным сердцем.
Всадник — антипод зверей Апокалипсиса. Как и у Зверя из моря, у него тоже есть диадимы на голове, однако у Зверя из моря на них были написаны имена богохульные, а у него — имя тайное, непостижимое. Относительно имени, известного лишь ему, комментаторы спорят: возможно, то «куриос» («Господь»), или Яхве (тетраграмматон) и др. Главное, что лишь Сын Божий способен понять тайну своего существа, другим же то недоступно. Другое его имя, открытое людям — Слово Божье, то есть Иоанн прямо говорит об Иисусе как о «Слове Божьем», действующей силе, обладающей самостоятельным бытием (кроме того, Слово Божье — это Бог творящий, Бог-Логос — вторая ипостась Святой Троицы). То, что диадим (корон) не одна, а много, по обычаям того времени нормально, в данном случае их количество — для того, чтобы показать, что он Господь всех земных царств. То, что у Христа названо еще одно имя: — «Царь Царей и Господь господствующих», говорит о том, что наконец он царствует. Вопрос, почему это имя написано «на одежде и на бедре»: либо вышито на поясе, либо выгравировано на рукоятке меча, или написано на поле плаща. Либо же реально написано на бедре, поскольку иногда на статуях делались гравировки титулов. Вероятней всего, действительно имя было написано на поле одеяния, закрывавшей бедро.
Он едет на белом коне, так как такой конь — символ победителя, в том числе и во время триумфов римских полководцев. По этому пункту у некоторых комментаторов произошло смешение образа с другим всадником на белом коне, появлявшемся в 6-й главе — первым из Четырех всадников Апокалипсиса, которому иногда даже на иллюстрациях предавали черты Христа, а не традиционной Чумы. Ириней Лионский во II веке был одним из первых, кто назвал Первого всадника Апокалипсиса — самим Иисусом Христом, а белого коня трактовал как успех распространения Евангелия. Но есть и обратные трактовки, так, евангелист Билли Грэм интерпретирует Первого всадника Апокалипсиса как Антихриста, олицетворение лжепророчеств, основываясь на различиях:, например, Иисус-Победитель имеет множество венцов, в то время как Первый всадник — только один венец.
Огненные очи, упоминавшиеся в 1 и 2 главе, символизруют истребляющую силу Христа. Кровь, которой он обагрен — на сей раз не его собственная — а его врагов, тут Христос не убиенный, а убивающий. Это ветхозаветный образ, например, описание мессии у Исайи (Ис. 63,1-3). Меч, выходящий от уст — Слово Божье (также, как и в 1-й главе), есть образ и в Ветхом завете (Ис. 11,4). То, что он пасет железным жезлом — ветхозаветное описание мессии (Пс 2,9). То, что он топчет точило вина ярости и гнева Божьего значит, что это вино должны в свой смертный час выпить его враги.
Воинства небесные значат звезды, космос, автор разворачивает картину космической битвы в сверхисторическом измерении, а не битвы на земле. Воинства небесные — сонмы ангелов.
Пир птиц-трупоедов на поле битвы — антипод радостного пира, символизирующего Царство Мессии. Образ стервятников также взят из Ветхого Завета, например, описание Гога и Магога у Иезекииля (Из. 39,17-19). Возможно, это не просто птицы, а образ части людей, которые не примкнули ни к Христу, ни к Антихристу, и заинтересованы лишь в том, чтобы «поклевать».
Зло продолжает сопротивляться: против Христа выступает Антихрист во главе царей. Это образы из 13-й главы: Зверь — это (пример толкования) римская империя, безбожный император, лжепророк — деятели империи, принявшие начертание Зверя — язычники, поклонявшиеся кесарю, цари земные и их армии — парфянские орды, и т. п. Собираются вместе все враждебные Богу силы.
Зверь и лжепророк побеждены, схвачены и брошены в серное озеро, их приверженцы убиты и будут ждать в аду Судного дня. Однако мировое зло еще продолжает бушевать, хотя оно уже начало рушиться. Однако о судьбе Сатаны пока еще ничего не сказано.